# Erythroxylum delagoense
Erythroxylum delagoense är en tvåhjärtbladig växtart som beskrevs av Schinz.. Erythroxylum delagoense ingår i släktet Erythroxylum och familjen Erythroxylaceae. Inga underarter finns listade i Catalogue of Life.